# Reichsstelle für Außenhandel
Die Reichsstelle für Außenhandel war eine Behörde des Deutschen Reichs in der Zeit des Nationalsozialismus, die dem Staatsinterventionismus und der Kontrolle von Import und Export diente.
Nach der „Machtergreifung“ der Nationalsozialisten im Februar 1933 richtete die neue Reichsregierung unter Adolf Hitler die Wirtschaftspolitik auf die Bedürfnisse einer schnelleren Aufrüstung aus, womit die Unterstützung der Reichswehr gesichert werden sollte (→ Liebmann-Aufzeichnung). Der Binnenmarkt konnte durch entsprechende Rüstungsaufträge bald belebt werden, doch der Außenhandel stagnierte seit 1929/30. Die Import- und Exportkurve sank weiter ab und war die Ursache dafür, dass weniger Devisen eingenommen wurden. Diese bildeten jedoch eine notwendige Grundlage für die Rüstungsindustrie, die sie zum Erwerb von Rohstoffen benötigte.
Die nationalsozialistische Regierung beschloss daher, die knappen Devisen möglichst effizient zu nutzen, indem sie mit dem Gesetz über Maßnahmen zur Förderung des Außenhandels vom 18. Oktober 1933 die Aufgaben und Kompetenzen der Industrie- und Handelskammern beschränkte und diese staatlichen Außenhandelsstellen übertrug. Die neuen  Einrichtungen, die von den Industriezweigen selbst finanziert werden mussten, hatten die Aufgabe, als Auskunfts- und Beratungsstellen zu fungieren, Informationen aller Art zusammenzutragen und die Zusammenarbeit zwischen staatlichen Behörden und Einrichtungen der Industrie dauerhaft zu fördern. Später gehörte zu ihren Aufgaben auch, den Außenhandel in Hinsicht auf die Mengen und die Preise regulieren und für die Bildung von Vorräten im Binnenland zu sorgen. Zu ihrer Koordination und Leitung wurde die Reichsstelle für Außenhandel geschaffen, welche ihrerseits dem Auswärtigen Amt (verantwortlich hier Oskar Wingen) sowie dem Reichswirtschaftsministerium unterstand. Organisatorisch hatte bereits seit 1929 eine Zentralstelle für Außenhandel bestanden, die nunmehr als Kern der neuen Behörde fungierte und nur noch ausgebaut wurde. Diese Organisation stellte eine Möglichkeit des Staates dar, in den Außenhandel beliebig zu intervenieren.
Die Außenhandelsstellen und die zentrale Reichsstelle für Außenhandel übten ihre Funktion bis zum 1. April 1943 aus. Zu diesem Zeitpunkt wurden Gauwirtschaftskammern als neue Wirtschaftsbezirke geschaffen. In diesen wurden frühere Stellen als Außenwirtschaftsabteilungen eingegliedert.